# Camellia parvimuricata
Camellia parvimuricata är en tvåhjärtbladig växtart som beskrevs av Hung T. Chang. Camellia parvimuricata ingår i släktet Camellia och familjen Theaceae.

## Underarter
Arten delas in i följande underarter:
- C. p. hupehensis
- C. p. songtaoensis